# Carlos Pasquetti
Carlos José Pasquetti (Bento Gonçalves, 30 de abril de 1948 – Porto Alegre, 22 de setembro de 2022) foi um professor e artista brasileiro. Foi vice-presidente do Comitê Nacional de Arte Brasileira (CNAB) na diretoria de 2015 a 2020.

## Carreira
Filho de Camillo Pasquetti, organizador de um grupo de teatro, pintor e fotógrafo, quando jovem ajudava o pai em seus trabalhos artísticos. Formou-se em artes visuais no Instituto de Artes da Universidade Federal do Rio Grande do Sul em 1970 e em 1973 começou a lecionar no Departamento de Arte Dramática da UFRGS, ensinando cenografia e montagem e participando da criação de cenários para várias peças apresentadas por estudantes. Fez mestrado no Art Institute de Chicago e, de volta ao Brasil, passou a dar aulas de desenho no Departamento de Artes Visuais da UFRGS até 1991, quando iniciou uma viagem de estudos na Escócia e Inglaterra, depois retomando a docência. Foi um dos fundadores do Grupo Nervo Óptico. Entre seus mestres estão  Robert Loescher, Ray Yoshida, Philip Hanson, Martin Prekop, Diane Townsend, Karen Savage e Iberê Camargo.
Com a artista e professora Mara Álvares teve os filhos Camila e Marcelo. Faleceu em Porto Alegre em 22 de setembro de 2022 em decorrência de um câncer.

## Obra
Com o Nervo Óptico (NO) desenvolveu um trabalho na linha conceitual, usando uma variedade de técnicas, tendo um foco no questionamento dos padrões de arte consagrados e no debate sobre a situação política e social, numa época marcada pela ditadura militar e a censura às expressões artísticas. Segundo Cláudio Ferreira, a ironia era onipresente no seu trabalho na década de 1970, dissimulando sua contrariedade frente aos desafios da época, sendo para ele "a maneira pela qual conduziu sua ação profissional e suas ações artísticas, com o fim de resistir à censura, à opressão, à sua prisão, à coerção da liberdade. [...] Os artistas que atuavam no país nas décadas de 1960 e 1970, influenciados de alguma maneira pelo conceitualismo vigente, se valeram da ironia grandemente com o objetivo de constituir trabalhos que apontassem para questões sensíveis na confrontação com a realidade, elemento que ao mesmo tempo evitava possíveis leituras literais. Entretanto, não apenas quando empregada para dissimular uma crítica à situação política, o uso da ironia na arte, de maneira geral, reflete a busca pela não fixidez de uma interpretação definidora". O grupo NO exerceu um impacto renovador nas artes do estado, ganhando reconhecimento nos principais centros do país.
Nesta época Pasquetti lançou com os integrantes do NO um manifesto onde criticavam a ingerência do mercado de arte sobre a produção artística, propondo, entre outras coisas, um trabalho que fosse "produto de uma consciência crítica atuante; operações artísticas que sejam verdadeiros centros transformadores da consciência e não manifestações coniventes com um dirigismo mercadológico deformador de valores, e uma visão lúcida do papel do artista no seu contexto social e de sua participação construtiva dentro deste contexto".
O desenho foi sua forma de expressão principal, onde ideias são investigadas e testadas em suas possibilidades construtivas e perceptivas, e depois trabalhadas de diferentes modos, migrando de uma técnica para outra e de um trabalho para outro. Foi um dos pioneiros no Brasil do uso do filme super-8 como veículo de expressão artística e foi o introdutor de mídias contemporâneas no curso de artes da UFRGS.
Sua obra de modo geral tem um caráter experimental, transita entre o figurativo e o abstrato, entre o subjetivo e o objetivo, entre o eu e o outro, e estabelece justaposições e diálogos entre diferentes técnicas, linguagens e hierarquias artísticas, buscando fugir a definições estanques e ao reducionismo formalista, e convidando o espectador à reflexão sobre as diferentes interpretações possíveis de uma mesma peça.
Segundo o artista e crítico Alfredo Nicolaiewsky, Pasquetti foi "um artista em plena atividade, contando com mais de cinquenta anos de carreira. Considerado um dos mais significativos e instigantes artistas do sul do Brasil, desde os anos 1960, quando ainda era bastante jovem, já trabalhava com as questões mais contemporâneas, utilizando novíssimas mídias, como super-8, fotografia como registro, objetos e desenho, sempre o desenho. [...] Sua produção não deixa, até hoje, de ser contestadora".
Ao falecer em 2022, várias instituições publicaram notas de pesar, como a Secretaria Estadual da Cultura, o Museu de Arte do Rio Grande do Sul, o Museu de Arte Contemporânea do Rio Grande do Sul, o Instituto Estadual de Artes Visuais, a Associação dos Escultores do Rio Grande do Sul, a Fundação Vera Chaves Barcellos, o Instituto de Artes da UFRGS, a Associação Brasileira de Críticos de Arte e a Fundação Iberê Camargo, reconhecendo unanimemente seu destacado papel na história das artes do estado. Francisco Dalcol, diretor do MARGS, disse que Pasquetti "foi um artista querido, respeitado e aclamado pela comunidade artística, sendo considerado por muitos como um mestre. Ele é um artista fundamental, muito influente e importante para a arte contemporânea no Estado, entendida como essa produção artística que se desenvolve a partir dos anos 1960 e se fortalece nos anos 1970, questionando as convenções artísticas da arte moderna. [...] Ele é uma referência para gerações desde então, desde os contemporâneos dele a gerações mais recentes. É um artista de uma produção tremendamente impactante".

### Algumas exposições
- 4ª, 5ª e 6ª Jovem Arte Contemporânea (coletiva, Museu de Arte Contemporânea da Universidade de São Paulo, 1970, 1971 e 1972)[3]
- Carlos Pasquetti (individual, Instituto dos Arquitetos do Brasil, Porto Alegre, 1971)[3]
- Salão Cidade de Porto Alegre (coletiva, Porto Alegre, 1971)[3]
- Mostra do Desenho Brasileiro (coletiva, Curitiba, 1981)[3]
- Arte Gaúcha Hoje (coletiva, Porto Alegre e Brasília, 1982)[3]
- Bienal de Valparaíso (coletiva, Chile, 1983)[3]
- 6º e 7º Salão Nacional de Artes Plásticas (coletiva, Museu de Arte Moderna do Rio de Janeiro, 1984 e 1985)[3]
- Caminhos do Desenho Brasileiro (coletiva, Museu de Arte do Rio Grande do Sul, 1986)[3]
- Carlos Pasquetti (individual, Galeria Itaú, Porto Alegre, 1991)[3]
- 5ª e 8ª Bienal do Mercosul (coletiva, Porto Alegre, 2005 e 2011)[3]
- Arte como questão: anos 70 (coletiva, Instituto Tomie Ohtake, São Paulo, 2007)[3]
- Jogos do Barão, Falsas Polaroides, Complexos, etc... (individual, galeria Bolsa de Arte, Porto Alegre, 2009)[3]
- SP Arte (coletiva, Fundação Bienal de São Paulo, 2010 e 2011)[3]
- 14ª Bienal Internacional de Curitiba (coletiva, Curitiba, 2019)[14]

### Prêmios
- Prêmio Fullbright de viagem ao exterior[15]
- Grande Prêmio do 4° Salão de Artes Visuais da UFRGS[12]
- Troféu Scalp Destaque em Artes Plásticas[3]
- Prêmio Açorianos de Artes Plásticas em duas categorias: Destaque em Desenho e Melhor Exposição Individual[16][17]